# Crazy Ex-Girlfriend
A Crazy Ex-Girlfriend amerikai zenés-romantikus vígjáték-dráma sorozat, amelyet a The CW adó sugárzott 2015. október 12. és 2019. április 5. között. A sorozat alkotói Rachel Bloom és Aline Brosh McKenna, míg a főszerepet Bloom játszotta. A sorozatot Magyarországon a Netflix mutatta be.

## Cselekmény
Rebecca Bunch egy vezető New York-i ügyvédi iroda ingatlanjogásza, aki a Yale-en és a Harvardon szerezte diplomáit. Amikor partneri státuszt ajánlanak neki a munkahelyén, pánikba esik, és az utcán Josh Chanbe botlik, akivel rövid ideig járt tinédzserkorukban egy nyári táborban. Josh elmeséli neki, hogy nem vált be neki a nagyvárosi élet, és hazaköltözik a kaliforniai West Covinába. Rebecca a boldogságot keresve úgy dönt, hogy követi Josht, West Covinába költözik, munkát vállal Darryl Whitefeather helyi ügyvédi irodájában, lakást bérel, és kiönti az antidepresszáns- és nyugtatótablettáit a lefolyóba. Miközben próbál Josh közelébe férkőzni, összebarátkozik a cég egyik jogi asszisztensével, Paulával, a szomszédjával, Heatherrel, és több megszakítással járni kezd Josh egyik barátjával, Greggel.
A második évadban Josh és Rebecca párkapcsolatba lépnek, és a házasságukat tervezik, azonban Josh az oltárnál hagyja Rebeccát. A harmadik évadban Rebecca eléri az érzelmi mélypontját, és öngyilkosságot kísérel meg. Ezt követően borderline személyiségzavarral diagnosztizálják, és elkezd jobban figyelni a mentális egészségére, valamint elkezd felelősséget vállalni a tetteiért. Eközben rendszeresen lefekszik a tehetős és gátlástalan Nathaniel Plimptonnal, aki többségi tulajdont szerzett Darryl cégében. A negyedik évadra minden főbb szereplő érettebb és kiegyensúlyozottabb, mint a sorozat kezdetén volt. Rebecca nyomást érez, hogy válasszon Josh, Nathaniel és Greg között. Végül úgy dönt, hogy még nem elég stabil érzelmileg ahhoz, hogy bármelyikükkel komoly kapcsolatot kezdeményezzen, és helyette a következő évet a saját maga érzelmi kiismerésével és dalszerzéssel tölti.

## Szereplők
- Rachel Bloom – Rebecca Bunch
- Vincent Rodriguez III – Josh Chan
- Santino Fontana (1–2. évad) és Skylar Astin (4. évad) – Greg Serrano
- Donna Lynne Champlin – Paula Proctor
- Pete Gardner – Darryl Whitefeather
- Vella Lovell – Heather Davis
- Gabrielle Ruiz (1. évadban visszatérő, 2–4. évadban állandó) – Valencia Perez
- David Hull (1–2. évadban visszatérő, 3. évadban állandó, 4. évadban vendég) – Josh Wilson
- Scott Michael Foster (2. évadban visszatérő, 3–4. évadban állandó) – Nathaniel Plimpton III

## Epizódok
| Évad | Évad | Részek száma | Részek száma | Eredeti sugárzás  | Eredeti sugárzás  |
| Évad | Évad | Részek száma | Részek száma | Évadbemutató      | Évadzáró          |
| ---- | ---- | ------------ | ------------ | ----------------- | ----------------- |
|      | 1.   | 18           | 18           | 2015. október 12. | 2016. április 18. |
|      | 2.   | 13           | 13           | 2016. október 21. | 2017. február 3.  |
|      | 3.   | 13           | 13           | 2017. október 13. | 2018. február 16. |
|      | 4.   | 18           | 18           | 2018. október 12. | 2019. április 5.  |

## Gyártás
A sorozatot eredetileg a Showtime-ra szánták, de a pilot epizód elkészülte után 2015. február 9-én a Showtime úgy döntött, nem rendeli be a sorozatot. A The CW 2015. május 7-én rendelte be a sorozatot a 2015–2016-os televíziós évadra. A sorozatot jelentősen átdolgozták a The CW-re: félórásról egész órásra bővítették, míg a tartalmát az országos adó szigorúbb előírásaihoz igazították (minthogy a pilot eredetileg előfizetéses kábeladóra készült). 2015. október 5-én – nem sokkal a sorozat bemutatója előtt – a The CW berendelt újabb öt forgatókönyvet, majd november 23-án az ezekből készült új öt epizódot is raising the total for season 1 to 18. a korábban berendelt 13 rész mellé. A Crazy Ex-Girlfriend második évadját – 11 további CW-s sorozat új évadjával együtt – 2016. március 11-én rendelték be. A harmadik évadot 2017. január 8-án rendelték be, míg a negyedik, befejező évadot 18 epizóddal 2018. április 2-án.
A második évadtól a Netflix számos országban, köztük Magyarországon, az amerikai sugárzás másnapján elérhetővé tette a sorozat új részeit.

## Fordítás
Ez a szócikk részben vagy egészben  a   Crazy Ex-Girlfriend című angol Wikipédia-szócikk ezen változatának fordításán alapul.  Az eredeti cikk szerkesztőit annak laptörténete sorolja fel. Ez a jelzés csupán a megfogalmazás eredetét és a szerzői jogokat jelzi, nem szolgál a cikkben szereplő információk forrásmegjelöléseként.